# Eve Kivi
Eve Kivi is een Estische actrice die sinds de jaren vijftig meerdere films maakte voor Mosfilm en Tallinnfilm. Haar bekendste films zijn de Sovjet-Finse coproductie Sampo uit 1959 en Viimne reliikvia uit 1969, wat de best bezochte Estische film ooit werd.